# Obere Pfarre

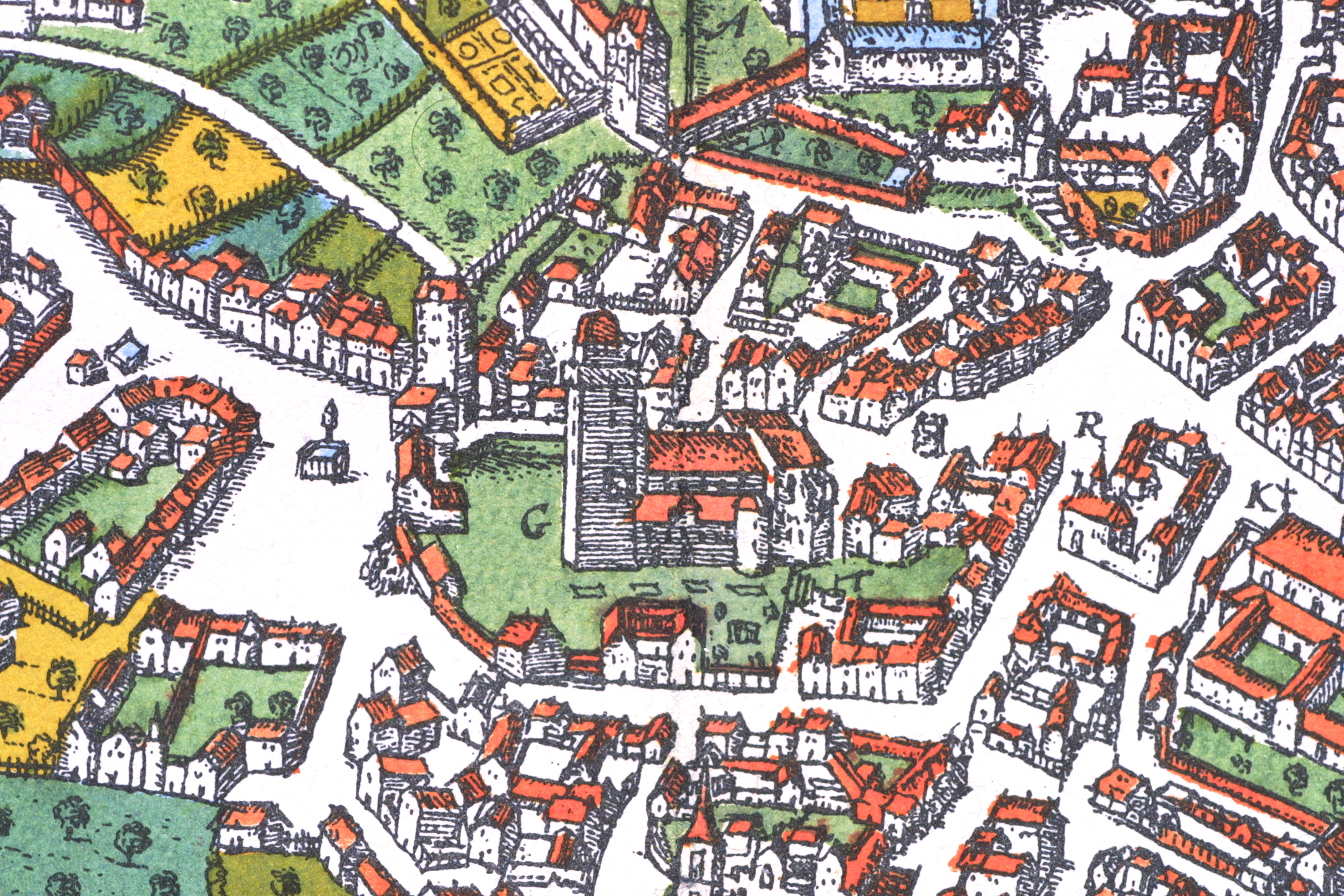
Rappresentazione della pianta della città di Georg Braun e Frans Hogenberg

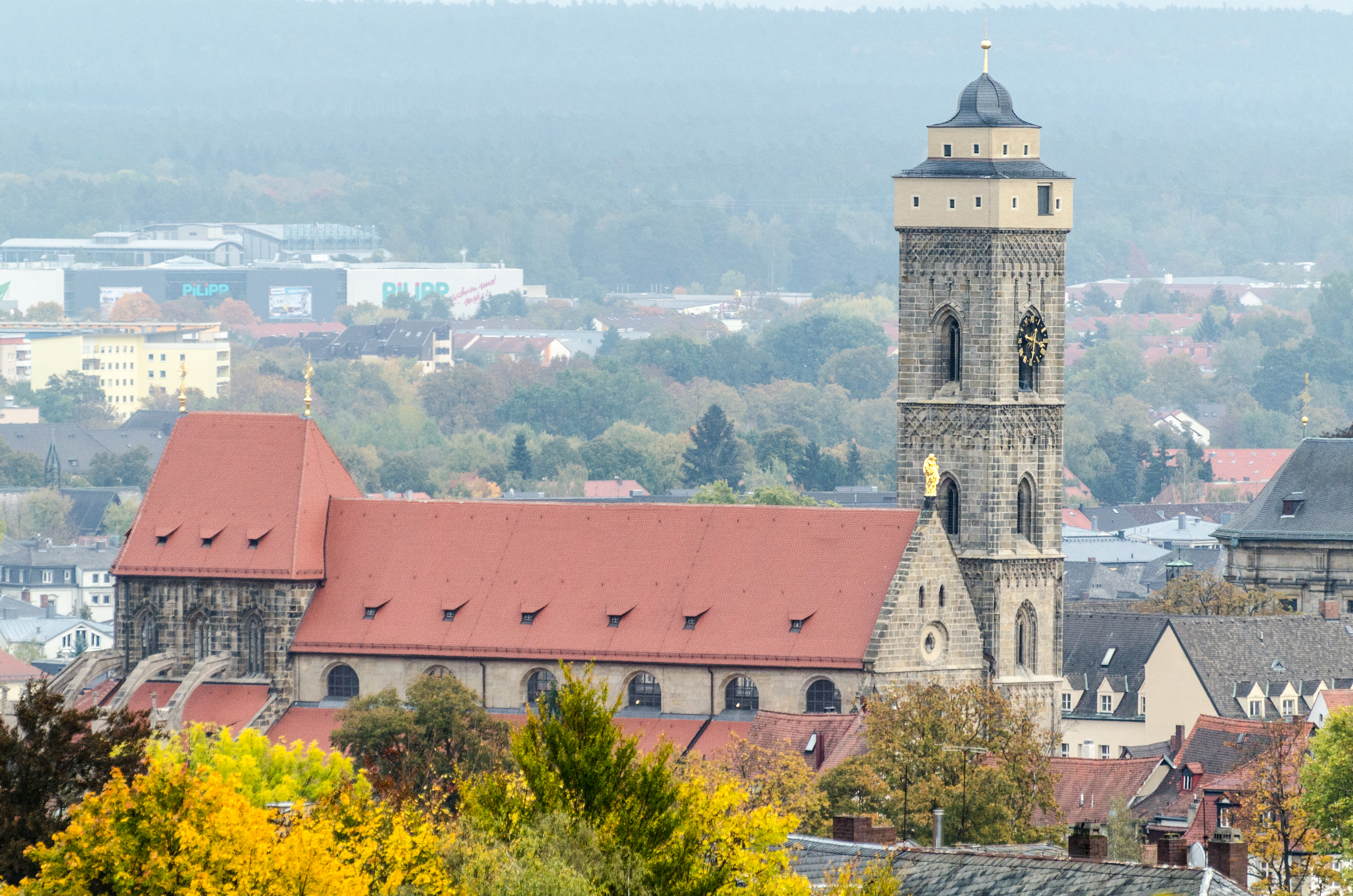
Veduta generale della chiesa dalla Villa Remeis

La chiesa di Nostra Signora o Parrocchia Superiore è una chiesa parrocchiale cattolica di Bamberga in stile gotico.
Il nome popolare Obere Pfarre le è stato dato per la sua posizione sul Kaulberg come controparte della Parrocchia inferiore, l'ex chiesa parrocchiale Alt-St. Martin su Maximiliansplatz.
Da sottolineare la miracolosa immagine di Maria col Bambino nell'altare maggiore e la tavola dell'ex grande altare di Santa Maria, proveniente dalla cattedrale, con il dipinto dell'Assunzione di Maria di Jacopo Robusti, detto il Tintoretto.

## Storia
La parrocchia potrebbe essere fatta risalire alla chiesa dei Conti di Babenberg (nel 906 si interruppe la linea dei Franchi o la vecchia linea di Babenberg). Fu menzionata per la prima volta, intorno al 1140, in un documento del vescovo Egilberto. Nel 1304 la parrocchia superiore apparteneva al capitolo della cattedrale, al quale fu assegnata nuovamente nel 1401 dopo alcune controversie.
La costruzione della chiesa a tre navate iniziò nel 1338. Tuttavia, la pianificazione apparentemente iniziò alla fine del XIII secolo, come suggeriscono due indulgenze a favore della chiesa del 1295 e del 1300. Un'iscrizione sulla navata nord parla del 16 giugno come data di fondazione. La navata centrale non poté essere consacrata fino al 1387.
Il coro fu realizzato nel 1392. L'unica fonte per questa parte della chiesa è l'iscrizione sul tabernacolo a torre, che in realtà può riferirsi solo al coro. Non ci sono nemmeno registrazioni di alcun tipo sull'ulteriore corso della costruzione. I pilastri per le travi della struttura del tetto furono abbattuti intorno alla fine dell'anno 1419/1420 e il nuovo edificio dovette essere completato entro il 1450 al più tardi. Il completamento della costruzione potrebbe essere stato ritardato dalle incursioni degli Hussiti e dalla successiva disputa sull'immunità (dal 1431 al 1437).
La torre incompiuta fu coperta nel 1481, mentre notizie di un guardiano della torre si hanno, per la prima volta, nel 1478. Nel 1537/1538 la vecchia torre fu sostituita dalla struttura a due piani che è stata conservata fino ad oggi. La vecchia struttura è visibile su un dipinto nella chiesa di San Sebaldo a Norimberga (Gesù che porta la croce di Hans VI. Tucher, 1485).
Intorno al 1606/1607 la chiesa fu completamente ristrutturata. Nel 1608 si verificò un crollo che uccise un artigiano e ne ferì gravemente altri tre.
Lo stile barocco è stato reso possibile dalla volontà del curatore della cattedrale, Johann Philipp von Franckenstein. Il benefattore morì il 25 febbraio 1711. Già il 20 giugno i maestri muratori, Christoph Krummb e Franz Eple, ricevettero l'ordine per i lavori di ristrutturazione. Gli stucchi furono affidati a Johann Jakob Vogel e le volte dipinte da Wolf Gruber e Michael Schorer. L'opera non era ancora stata completata nel 1721.
Nel 1768, Johann Jakob Michael Küchel completò il tetto del coro che ora è rivolto verso ovest.
Dopo la secolarizzazione del vescovato, la chiesa fu dipinta di bianco nel 1811. Quando la chiesa fu demolita, la parrocchia superiore ricevette vari pezzi provenienti dalla chiesa di Sant'Anna, la chiesa dell'ordine francescano. Nel 1838 danni strutturali costrinsero alla demolizione della sagrestia annessa al coro, che fu ricostruita a sud. Nel 1846/1847 furono create due nuove finestre, che ben si fondono con la vecchia struttura.

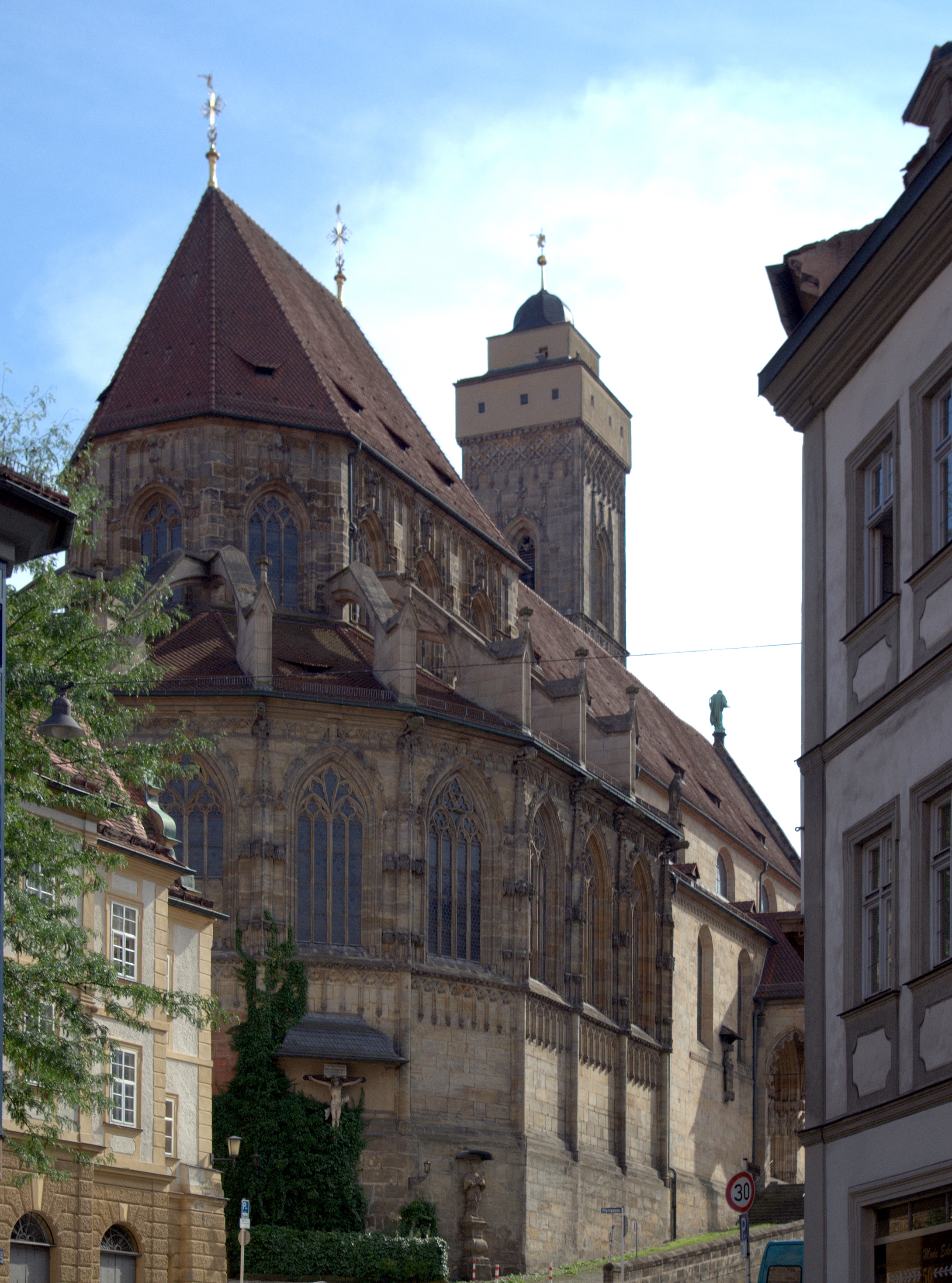
L'abside del coro da nord-est (località Pfahlplätze)

Nel 1864 ebbe luogo un accurato restauro degli interni. La forma medievale della chiesa corse un serio pericolo nel 1880, quando Nikolaus Eichhorn fu nominato parroco. Ardente sostenitore del neogotico dottrinale prese contatto con il capomastro viennese Friedrich von Schmidt, che progettò una guglia neogotica. C'erano anche progetti per costruire una seconda torre. Entrambe le torri avrebbero dovuto avere coperture traforate. Ciò avrebbe gravemente compromesso il paesaggio urbano tradizionale. Quando Eichhorn morì, il 2 dicembre 1907, questi progetti di espansione furono nuovamente abbandonati.
Nuovi danni strutturali, nel 1928, richiedevano misure di ristrutturazione. Dal 1937/1938 in poi fu necessario eseguire nuovamente ampi lavori per la messa in sicurezza.
Una bomba aerea colpì la torre durante la seconda guerra mondiale e il danno fu riparato nel 1953. Dal 1954 venne assicurata la statica del coro e il lavoro, su consiglio del segretario Johann Baierlipp, proseguì fino al 1960 per mancanza di fondi. Nel 1971 iniziò una ristrutturazione su larga scala della chiesa parrocchiale sotto il consiglio clericale di Pankraz Bäuerlein, a causa di ingenti danni alla struttura. Dal 1973 al 1979 è stato restaurato anche l'interno. Dal 2011 al 2014 la chiesa è stata completamente ristrutturata in tre fasi diverse.

## Descrizione
La parrocchia superiore è una basilica gotica a tre navate con pilastri alti con un coro con deambulatorio aggiunto successivamente. La snella torre sud-ovest era utilizzata come completamento delle fortificazioni della città come torre della città. Fino al 1923, un guardiano della torre viveva in questa struttura a due piani.

### Esterno
La navata della basilica con il suo cleristorio mostra collegamenti con l'architettura dell'ordine mendicante dell'Alto Reno. Lo stile barocco degli interni si riflette solo nelle modifiche ad arco a tutto sesto nelle finestre. La torre alta ovest è coperta da un velo di trafori in filigrana, le cui forme a volte sembrano un po' "fragili". Dal 1537/1538 la torre di cinque piani è stata chiusa da un vano torre intonacato con una sommità e una bassa cappa di ardesia. Oltre ai monumenti funebri, sono particolarmente degne di nota le seguenti opere artistiche:

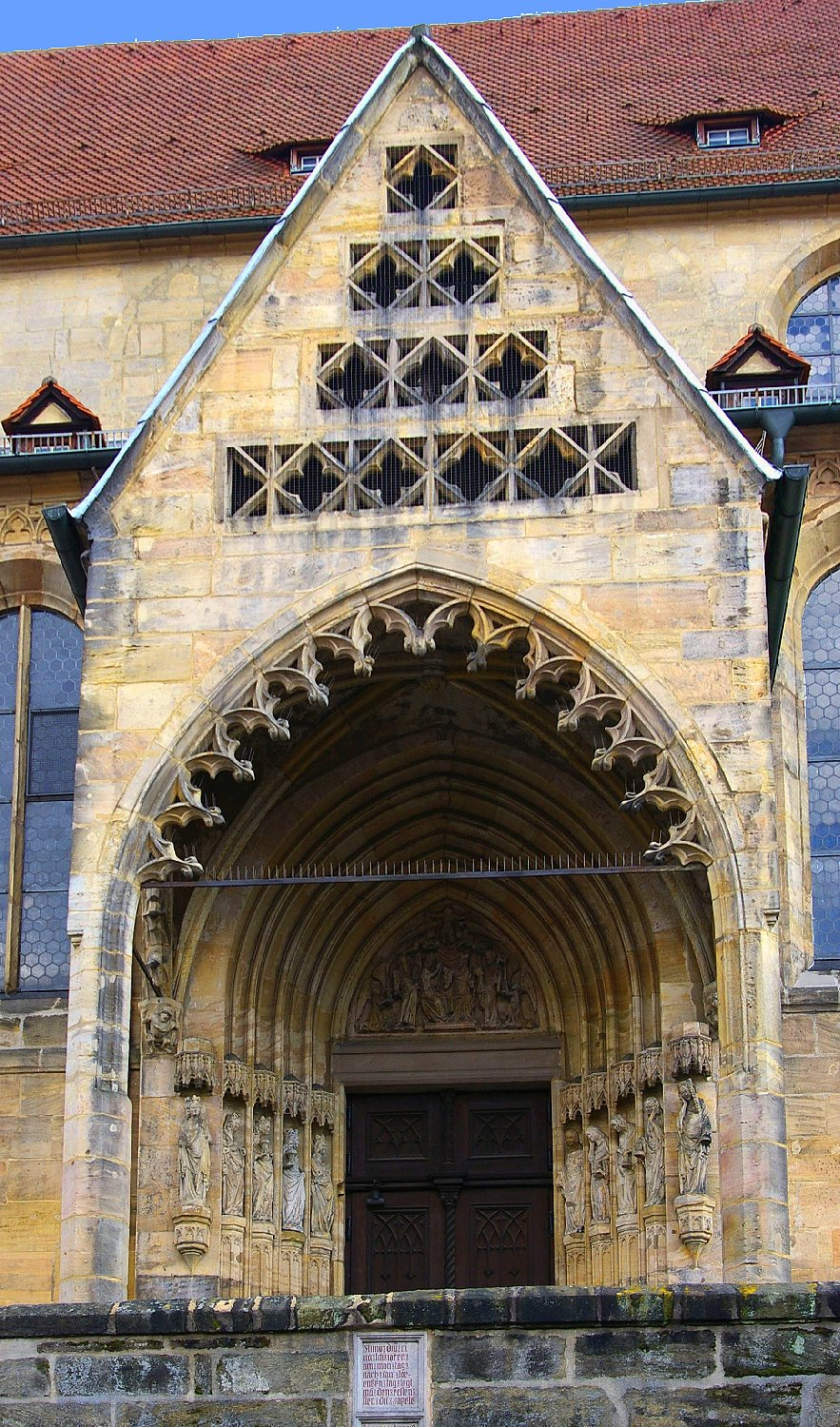
Portale nuziale

#### Portale nuziale

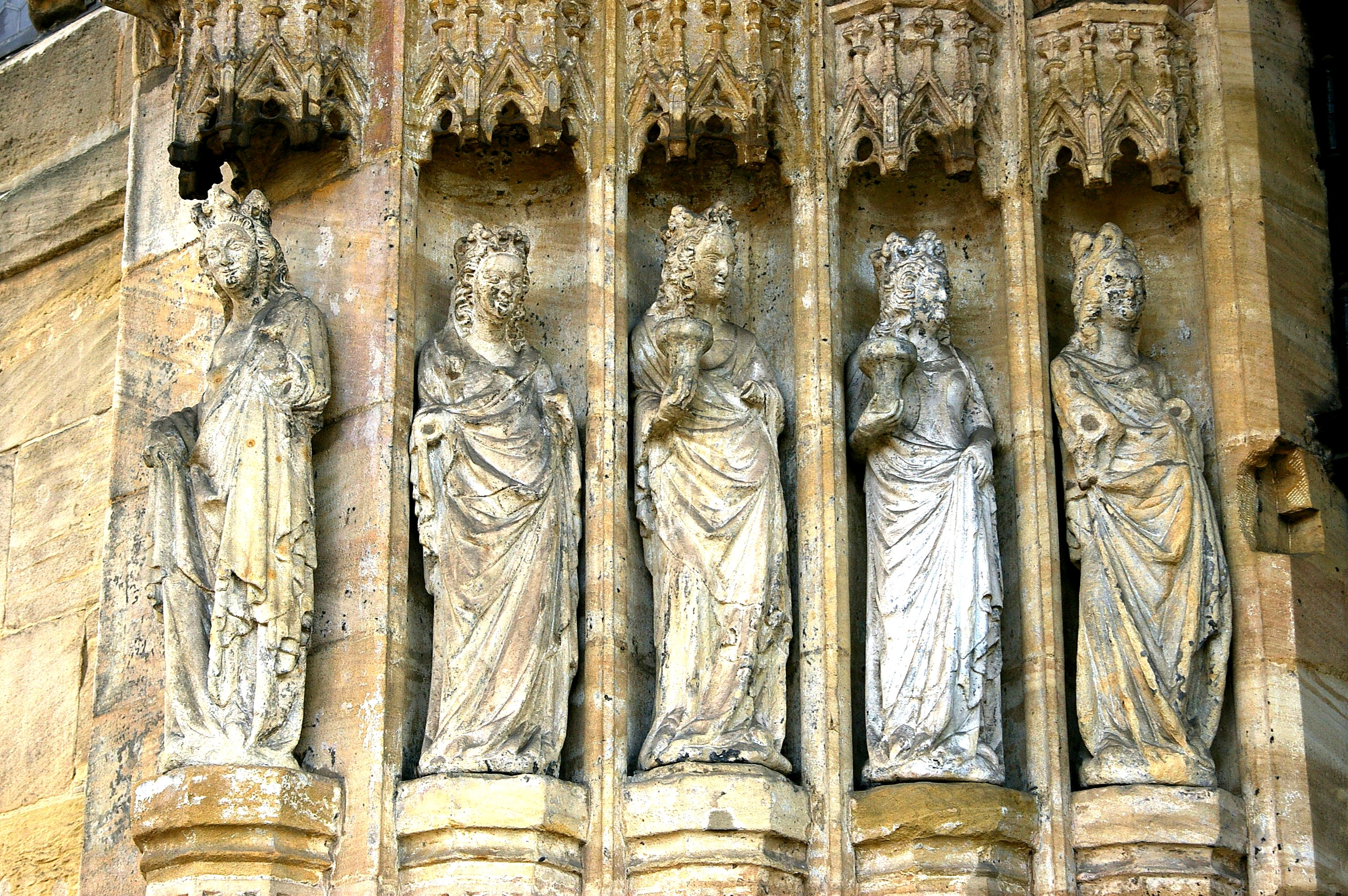
Portale nuziale - le vergini sagge

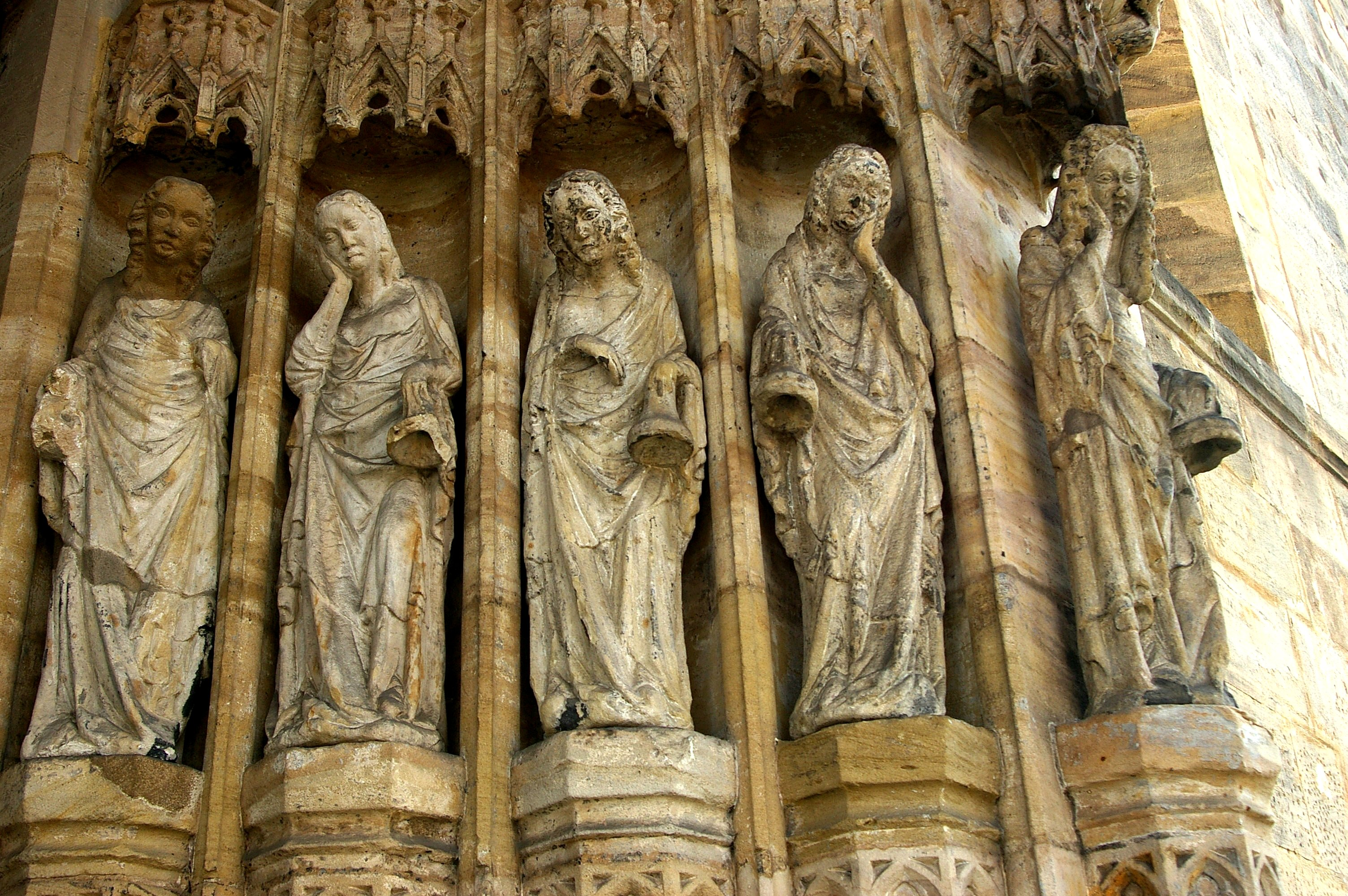
Portale nuziale - Le vergini stolte

Sul lato nord si trova il "portale nuziale" con il vestibolo aperto e le ricche decorazioni scultoree delle vergini sagge e stolte. Di solito è indicato come l'ex portale principale, ma serviva per un precedente rito nuziale della Chiesa cattolica: il sacerdote benediceva e metteva gli anelli agli sposi all'aperto per poi trasferirsi nella chiesa per celebrare la messa. Nel timpano c'è una bella incoronazione di Maria.

#### Monte degli Ulivi

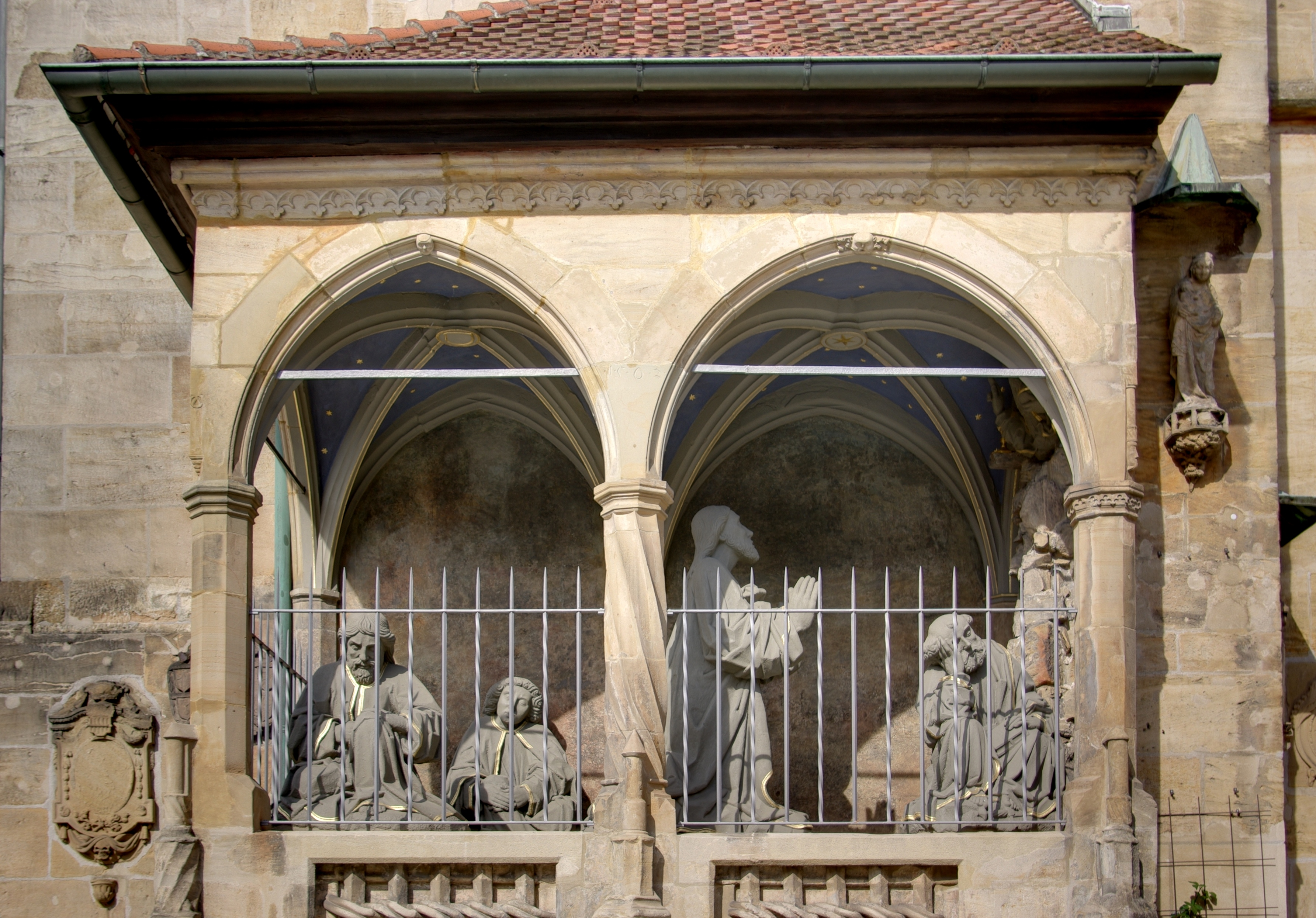
"Monte degli Ulivi"

Il "Monte degli Ulivi" risale al periodo tardo gotico. Questa estensione sul lato ovest della chiesa, secondo l'iscrizione, fu costruita nel 1502. Contiene statue del XIX secolo, che sono legate ai rilievi della Via Crucis tra la cappella di Santa Elisabetta e la chiesa di San Getreu. Il Monte degli Ulivi è stato ampiamente restaurato l'ultima volta nel 2002.

### Il coro

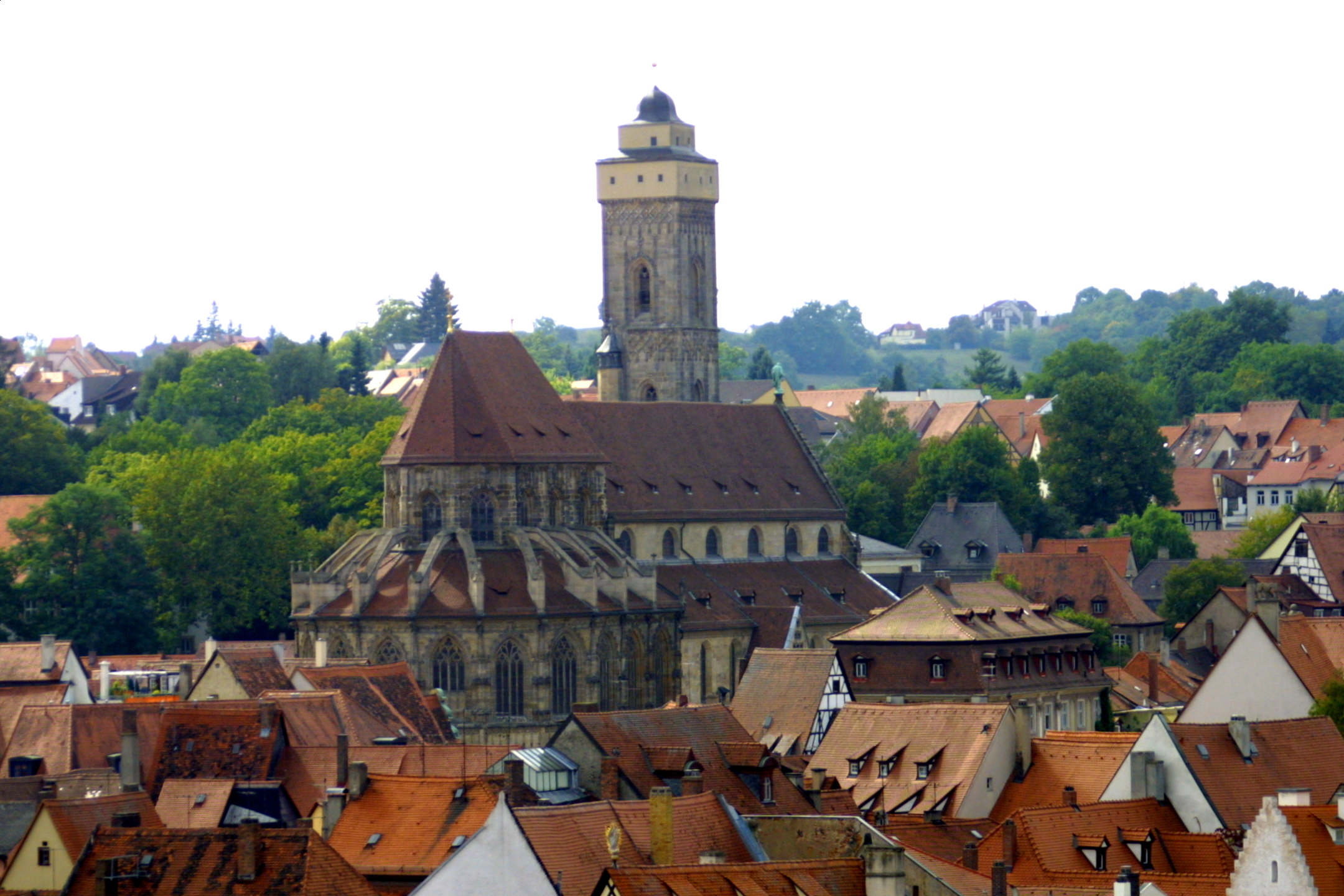
Parrocchia superiore vista da nord-est

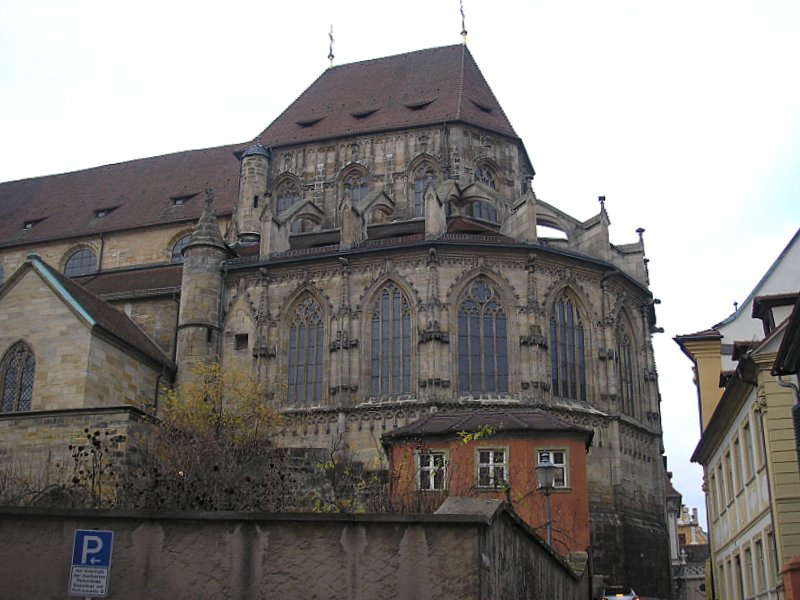
Il “coro della cattedrale” da sud

Il magnifico coro orientale è in netto contrasto con la semplicità della navata. Probabilmente ricorda il coro della sala, un po' più antica, della chiesa principale di Norimberga, San Sebaldo, una delle opere principali del gotico della Franconia. Il ricorso alla più antica forma basilare della cattedrale francese è una tipica espressione delle tendenze alla regotizzazione nell'architettura dell'Europa centrale osservate intorno al 1400. L'architettura di questo unico coro della cattedrale della Franconia è spesso associata alla dinastia dei costruttori tedesco-boemi dei Parler. In effetti, ci sono alcuni trafori corrispondenti sulla torre, ma i trafori delle finestre del coro sembrano piuttosto convenzionali. Alcuni dei dettagli un po' rozzi della scultura suggeriscono anche che potrebbero essere stati coinvolti i costruttori di cattedrali di Ratisbona o Vienna. La convergenza degli archi rampanti al piano superiore, tipica del "Parlergotico" (due archi hanno un punto di partenza comune), è qui necessaria per ragioni strutturali. È possibile che il coro, come il suo modello di Norimberga, sia stato progettato come una sala e la pianta sia stata poi modificata.
I contrafforti sono disegnati verso l'interno, dove formano spazi piatti della cappella. Il piano superiore è sostenuto da archi a contrafforte piatti che rimandano al modello della chiesa di San Lorenzo a Norimberga. Il lato est è concepito come un vero spettacolo. Ricche forme ornamentali ricoprono l'arenaria a faccia vista. La posizione sul Kaulberg ha reso necessarie potenti sottostrutture, che in Germania sono superate solo dalla sottostruttura della cattedrale di Erfurt. La chiesa torreggia come una nave davanti allo spettatore. La vista dal Pfahlplätzchen è particolarmente famosa. Vista dal ponte superiore presso il vecchio municipio, la chiesa si erge a picco sul mare di case in ottima posizione urbanistica e, accanto alla cattedrale (con la quale a volte è confusa), costituisce parte essenziale della corona cittadina della città vecchia di Bamberga, patrimonio culturale mondiale dell'UNESCO.

### Interno

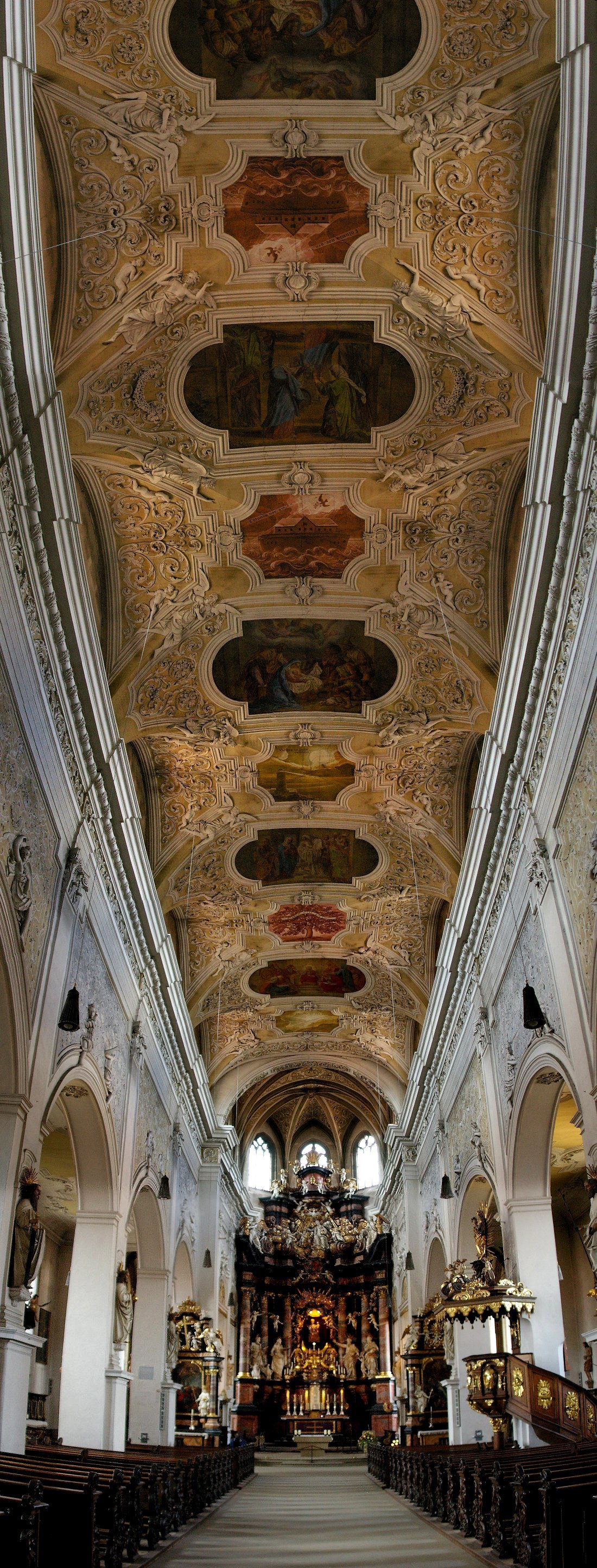
Navata centrale

La navata e l'alto coro furono costruiti all'inizio del XVIII secolo ridisegnati in stile barocco. L'intonacatore Johann Jakob Vogel introdusse il "Bandelwerk" in Franconia, dal 1711 in poi, per il quale la sequenza di punti di Paul Decker, Zweytes Werklein von Groteschgen (1710), servì da ispirazione. La decorazione è essenzialmente limitata alle zone centrali della navata e del coro. Oltre al lavoro a nastro, il maestro usava anche viticci d'acanto, fiori, figure di angeli, lavori di conchiglie e altre motivi ornamentali. Nelle navate laterali sono presenti solo soffitti a stucco a cornice semplice.
Sulla volta ci sono dipinti del XIX secolo (1886/1887, Adolf Riedhammer). Si riconoscono, ad esempio, l’Annunciazione, la Visitazione di Maria, l' Adorazione dei pastori o il dodicenne Gesù nel tempio. Nel 1934/1935 alcune immagini furono rimosse e in parte ridipinte da Hans Bayerlein.
Il deambulatorio gotico è rimasto quasi completamente intatto dalla riprogettazione. Anche le volte a crociera del coro sono presenti tra gli stucchi, quindi non sono state abbattute. Anche le chiavi di volta figurali sono conservate. Ciò mostra una notevole considerazione per la sostanza medievale, che è stata osservata più frequentemente nel periodo barocco, la cui qualità e valore artistico era ovviamente riconosciuta. Anche il traforo della finestra potrebbe essere incluso nel concetto di decorazione.
Le volte a crociera del deambulatorio sono prive di capitelli. L'immagine medievale è rovinata solo dagli altari barocchi nelle cappelle. Le chiavi di volta mostrano stemmi, come quello del principe-vescovo Federico III von Aufseß o gli scudi dei canonici della nobiltà della zona (Fuchs von Rügheim, Lichtenstein, Müntzer von Babenberg, Löffelholz e altri). Un donatore si inginocchia davanti ai santi Enrico e Cunegonda nel sesto colonnato meridionale. Le cappelle sono inoltre attraversate da volte a crociera con chiavi di volta (testa di Cristo, Madonna, stemma antonita e altri)
Ci sono mennsole figurative su tre pilastri. Uno scalpellino porta una mensola sul sesto pilastro meridionale. Forse è il ritratto del caposquadra della fase di costruzione.

## Descrizione della chiesa

### Navata centrale

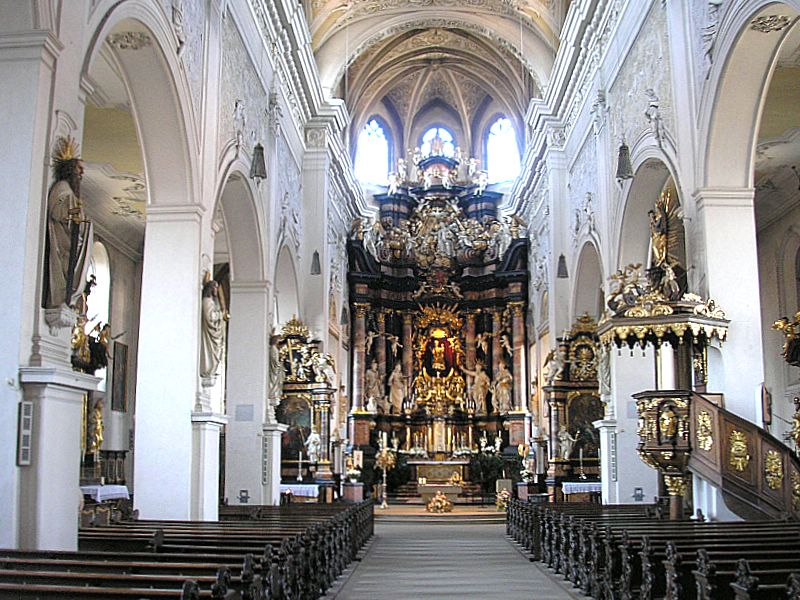
Interno a est

La navata centrale è accompagnata a sinistra e a destra da una fila di apostoli con Gesù Cristo come Salvatore di fronte al pulpito. Queste fimmagini, realizzate intorno al 1480, furono realizzate in versione policroma dal pittore Ulrich Widmann. L'installazione di queste figure, tuttavia, non può che andare di pari passo con la ricostruzione barocca di questa chiesa; i siti originali erano sicuramente le mensole del deambulatorio. La navata centrale aveva originariamente la stessa altezza del coro. Nella riconversione barocca venne dotata di un controsoffitto, circa due metri sotto l'altezza originale.
La chiesa di San Martino ad Amberg ha un'architettura simile con deambulatorio.

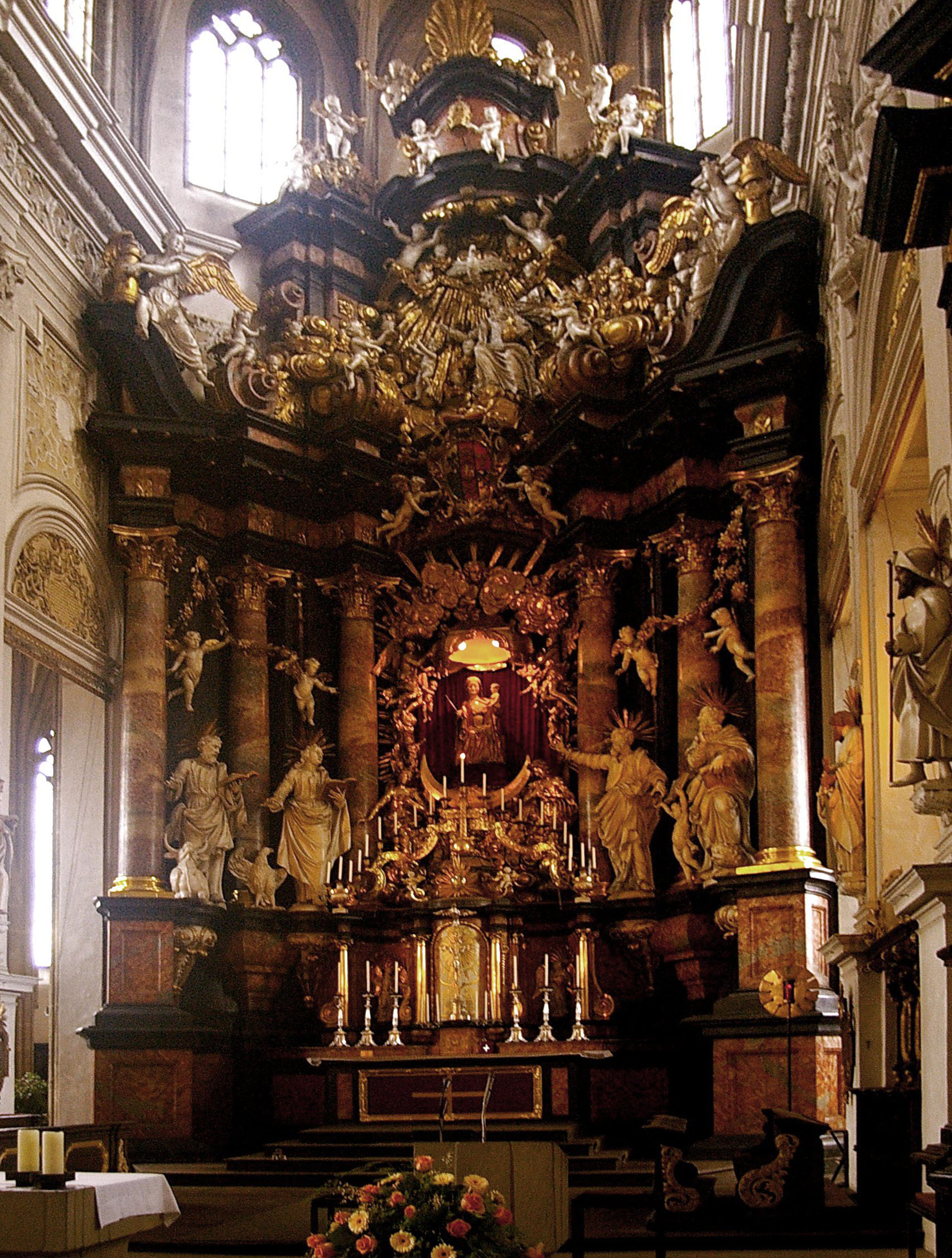
Altare maggiore

Il possente altare maggiore, in fondo al coro, fatto costruire dal principe-vescovo Lothar Franz von Schönborn nel 1711, risale al fratello carmelitano Leopoldo. È possibile che abbia usato come modello l'altare maggiore della chiesa gesuita di San Martino. L'esecuzione era stata affidata al falegname di corte Andreas Bauer e Johann Sebastian Degler venne coinvolto nella decorazione figurativa. La marmorizzazione fu eseguita da Martin Walther e la doratura da Johann Joseph Scheubel I (1655–1721). Non si può escludere la collaborazione degli scultori Johann Georg Stöhr e dei fratelli Götz. L'altare fu consacrato nel 1714. Sei pilastri in legno marmorizzato sostengono la struttura di questa "predica silenziosa dell'epoca barocca" (B. Pfändtner). Nella parte superiore è intronizzato Dio Padre, in alto si riconosce la colomba simbolo dello Spirito Santo, in basso Gesù sulle braccia di Maria; così l'altare rappresenta anche la Santissima Trinità.
Il ritratto in noce di Maria con Bambino, che si trova al centro dell'altare maggiore ed è stato indicato come immagine solo nel 1701, è un'opera di una scuola di Colonia intorno al 1250. Fu menzionato per la prima volta nella parrocchia superiore nel 1443/1445. La statua era originariamente collocata sull'altare laterale destro dell'arco del coro, poi, nel 1701, trasferita al centro della chiesa come Maria auf dem Stock. Nel 1703 il canonico Johann Philipp von Franckenstein donò un altare costruito sull'arco del coro con la Vergine Maria sotto un baldacchino. Questa posizione oscurava la vista dei fedeli dell'altare maggiore, il Veit-Stoss-Altar, che ora si trova nella Cattedrale. Nacque così l'idea di integrare la statua nell'altare maggiore in epoca barocca.
Il pulpito, probabilmente dell'inizio del XVII secolo, fu ricostruito nel 1711/1713 da Johann Jakob Bader, con intagli ornamentali di Johann Sebastian Degler e rimodellato da Philipp Stahl. La Vergine Maria in piedi, sul paracielo del pulpito, è correlata a un'incisione su rame di Albrecht Dürer del XVIII secolo.
Ci sono prove di un organo già nel 1488. Il prospetto dell'organo sulla galleria ovest è stato realizzato negli anni 1758/1760 sotto il parroco Gross von Trockau, il cui stemma è posto al centro dello strumento. A quel tempo, il costruttore di organi Johann Christian Köhler di Francoforte creò un nuovo organo per la chiesa, per il quale lo scultore Johann Valentin Schott realizzò la custodia. Nel 1769, durante il periodo rococò, fu completato dal costruttore di organi Johann Michael Schott. Dopo i danni di guerra, nel 1945, e gravi danni a seguito del crollo di una finestra murata nel 1947, la facciata dell'organo fu restaurata nel 1951. Una nuova costruzione dell'organo con ampliamento dell'opera con canne provenienti dall'organo della cattedrale di Passau è stata realizzata nel 1994 e negli anni successivi dalla ditta Wolfgang Eisenbarth. Gli angeli con tromba sul lato del prospetto dell'organo provengono dall'organo precedente del 1712 e sono attribuiti a Johann Sebastian Degler.

### Navata sinistra
La navata sinistra è prolungata a ovest dalla Cappella Rabenstein, oggi cappella commemorativa per i caduti di entrambe le guerre mondiali. All'interno si trova un calvario probabilmente dei primi del XVII secolo. L'opera pesantemente danneggiata, di un importante intagliatore, fu restaurata da Georg Bauer nel 1960, assemblata e collocata nella Cappella memoriale di guerra.
Il primo altare, l'altare a croce, ricorda l'altare di Sant'Anna posto di fronte. Entrambi gli altari furono donati dal cappellano Johann Herding, morto nel 1696. Il crocifisso che ora si trova nella nicchia dell'altare al posto di una pala d'altare è stato realizzato dallo scultore Philipp Dorsch. Le immagini di San Giovanni Battista, Andrea e altri che accompagnano l'altare sono di Johann Sebastian Degler (1670–1730).
Il secondo altare, l'"altare dell'Angelo custode", assomiglia all'altare di San Nicola di fronte, anche questo una donazione del cappellano Johann Herding del 1696. La pala dell'altare venne donata dal cittadino Jakob Schultes. Di Johann Sebastian Degler è anche la decorazione figurativa con i Santi Zaccaria ed Elisabetta e altri. Il reliquiario della vergine e martire Fortunadae è incastonato nell'altare ed è esposto alla venerazione.
L'altare laterale sul pilastro dell'arco del coro, l'"altare dell'Apostolo", fu realizzato dal maestro falegname Johann Jakob Bader nel 1712 e da Sebastian Reinhardt. Nel 1716 l'altare fu completato dal maestro falegname Martin Walther; lo scultore Thomas Esterbauer realizzò gioielli figurativi. La pala d'altare, opera di Sebastian Reinhard, mostra la consegna delle chiavi fatta da Cristo all'apostolo Pietro. Questo altare è simile nell'architettura all'altare di Maria Assunta di fronte.
Nella navata nord ci sono immagini della vita di Maria, che secondo la tradizione provengono dalla demolita chiesa francescana di Sant'Anna. Sono stati creati da Sebastian Reinhard e portati lì. Sopra l'ingresso laterale si trova il dipinto Ritorno a casa del figliol prodigo, realizzato intorno al 1760/1770, opera del pittore Johann Nicolaus Treu.

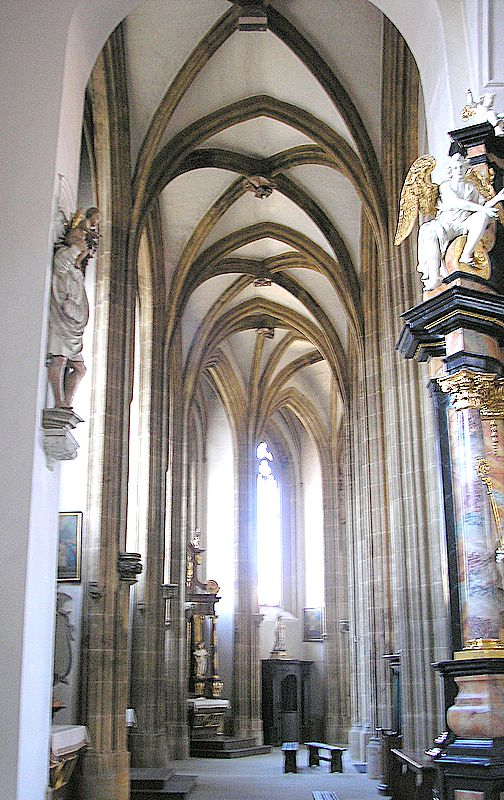
Vista sul deambulatorio (corridoio nord)

### Deambulatorio
All'ingresso del deambulatorio dalla navata nord sinistra si trova la figura di San Cristoforo del 1480 circa. Il deambulatorio ha 13 nicchie d'altare:

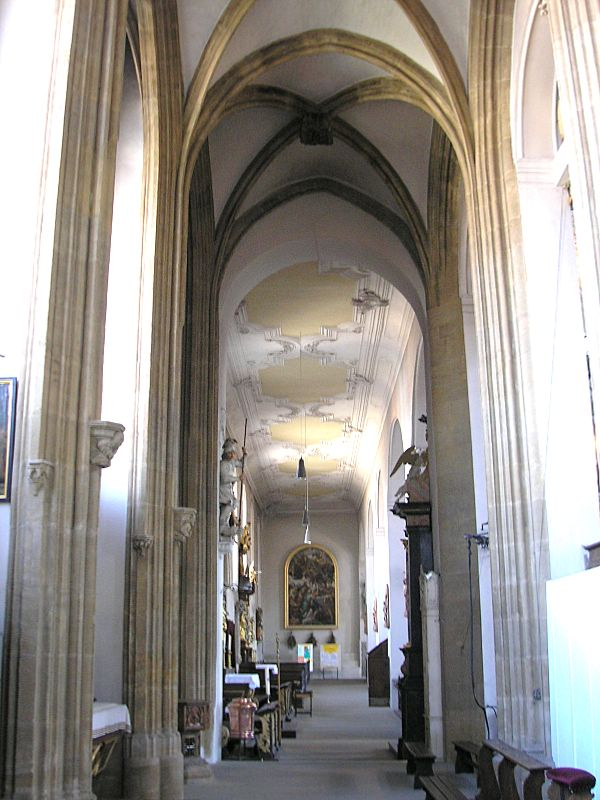
La navata sud del deambulatorio

La prima cappella con l'altare di Santa Cunegonda originariamente dava accesso alla sagrestia, che fu demolita nel 1838. L'altare proviene da un'altra nicchia di questo deambulatorio. Il maestro falegname Martin Walther creò la struttura dell'altare nel 1714 e presumibilmente Johann Joseph Scheubel II gli diede l'ambientazione.
Nella seconda cappella si trova l'altare "Maria-Hilf", realizzato tra il 1715 e il 1718. Sono stati tramandati come artisti: il falegname Martin Walther, lo scultore Leonhard Gollwitzer e Andreas Müller per l'allestimento dell'altare. La pala d'altare proviene dalla Cappella della Madonna e mostra la figura di San Floriano.
La terza cappella del coro, con confessionale, proviene dalla bottega di Walther; su di essa è raffigurata una figura di angelo custode del XVIII secolo.
L'altare di Giovanni Nepomuceno, nella quarta cappella, fu costruito dopo la beatificazione del sacerdote, canonizzato nel 1729. Il lavoro di falegnameria è attribuito a Martin Walther, la pala d'altare è datata 1727 ed è di Anton Dambacher. A lato della pala d'altare sono le statue di San Francesco Saverio e San Rocco.
La statua di San Vendelino si trova nella quinta cappella del coro e presenta un confessionale della bottega di Walter.
La sesta cappella è dominata dalla struttura muraria del tabernacolo. L'iscrizione dell'edificio datata 1392 sopra la nicchia si riferisce probabilmente alla posa della prima pietra del coro. Nella zona di base, la Deposizione di Cristo di un periodo successivo è completamente scolpita. Tre piani, ciascuno con tre nicchie di figure, fiancheggiano la sezione centrale, con la scena a più immagini del Giudizio universale con Cristo in trono al centro.
Nella settima cappella del deambulatorio Sant'Anna è in stato di gravidanza. Questa rappresentazione della nascita di Maria è stata recentemente affrontata anche come Maria durante il parto. Questo gruppo di figure, incastonate in una cappella del coro e provvisto di trafori, fu probabilmente creato per questo luogo e risale all'inizio del XVI secolo.
L'ottava cappella del deambulatorio presenta l'altare di San Giuseppe, dei fratelli Bauer von Heppenstein e deve essere considerata come una tomba per i loro genitori, che sono sepolti di fronte ad essa. Un'iscrizione indica il 1714 come anno di costruzione. Anche questo altare è opera del falegname Martin Walther. Sull'altare si trova lo stemma della famiglia Bauer von Heppenstein/Guffer von Reinhardberg.
La nona cappella del deambulatorio contiene un altro confessionale della bottega di Martin Walther, su cui è raffigurata l'immagine di San Sebastiano.
La decima cappella ospita l'unico altare rococò della chiesa, consacrato a San Gaetano, costruito intorno al 1750/1760. Probabilmente risale a un progetto di Johann Jakob Michael Küchel. È stato eseguito da Johann Georg Reuss. È uno dei pochi altari senza architettura. La pala d'altare mostra il miracolo del Natale del 1517, con la Madonna che depone il Gesù bambino tra le braccia del sacerdote Gaetano. La lamina dell'altare è attribuita a Johann Joseph Scheubel II il Vecchio. Le immagini laterali sono i santi Giovanni Nepomuceno e Bonifazio. Lo stemma è quello dello sconosciuto donatore.
L'undicesima cappella contiene un altro confessionale sempre attribuito alla bottega di Martin Walther.
L'altare dedicato a San Sebastiano si trova nella dodicesima cappella del deambulatorio. Il donatore dell'altare, Georg Franz Boxberger, lo fece costruire a seguito della peste che imperversava a Praga, Ratisbona e Vienna; il suo stemma è posto sopra la pala d'altare. Anche questo altare è attribuito al falegname Martin Walther. La lamina dell'altare, donata da Anton Schulthes, è stata realizzata da Sebastian Reinhardt. Le sante Caterina e Barbara sono delle figure laterali. Sulla trabeazione finale è visibile lo stemma del fondatore Boxberger.
La tredicesima cappella conteneva l'altare con i nomi dei parrocchiani che morirono nella prima guerra mondiale. Da questo altare proviene il rilievo Lamento di Cristo datato intorno al 1500. Il fonte battesimale ottagonale, spostato dal coro, sostituì l'altare. La coppa è ricoperta da rilievi in legno realizzati intorno al 1520 e mostra i sette sacramenti e il Battesimo di Gesù nel Giordano da parte di Giovanni Battista.
Sopra il fonte battesimale si trova un gruppo di croci del 1680 di Joseph Heussler, che un tempo era posto sopra il tabernacolo.
All'uscita dal deambulatorio, nella navata sinistra sud, si trova l'immagine di San Giorgio che uccide il drago, del 1700 circa, opera di Johann Sebastian Degler, sebbene sia possibile anche un'attribuzione a Leonhard Gollwitzer.
In numerose cappelle sono presenti numerose immagini votive. La sequenza di immagini di Anton II Dambacher del 1759 è una donazione della vedova Franziska Maria Theresia Böttinger nata Heilig, Johann Ignatz Tobias Böttinger e della loro figlia Maria Apollonia Böttinger. Mostra la storia della chiesa e dei versi come firme.

### Corridoio destro
L’altare dell'Assunzione di Maria sul pilastro del coro meridionale sul lato dell'epistola ha un'architettura corrisponde a quello opposto. Fu creato nel 1712 dal maestro falegname Johann Jakob Bader con il falegname Martin Walther e lo scultore Thomas Esterbauer. Le altre immagini secondarie sono i santi Gioacchino e Anna.
Sopra gli scanni c'è un Cristo dell'ultimo terzo del XIV secolo, che probabilmente proviene dalla chiesa del Convento di Santa Chiara e giunse alla parrocchia superiore attraverso il cimitero sull'Alto Stephansberg nel 1874.
Il primo altare nella navata sud è l’altare di San Nicola con la pala d'altare della Deposizione di Cristo. Questo altare corrisponde all' altare dell'Angelo custode di fronte ed è a sua volta una donazione del cappellano Johann Herding. La pala d'altare originale, di San Nicola ora perduta, mostrava Johann Herding come santo. L'odierna pala d'altare è in prestito dalla cattedrale. Questo dipinto è attribuito a un pittore della cerchia o seguace di Michelangelo Merisi, detto il Caravaggio. Le immagini di accompagnamento ai santi Enrico e Cunegonda e le altre decorazioni figurative furono probabilmente realizzate da Johann Sebastian Degler.

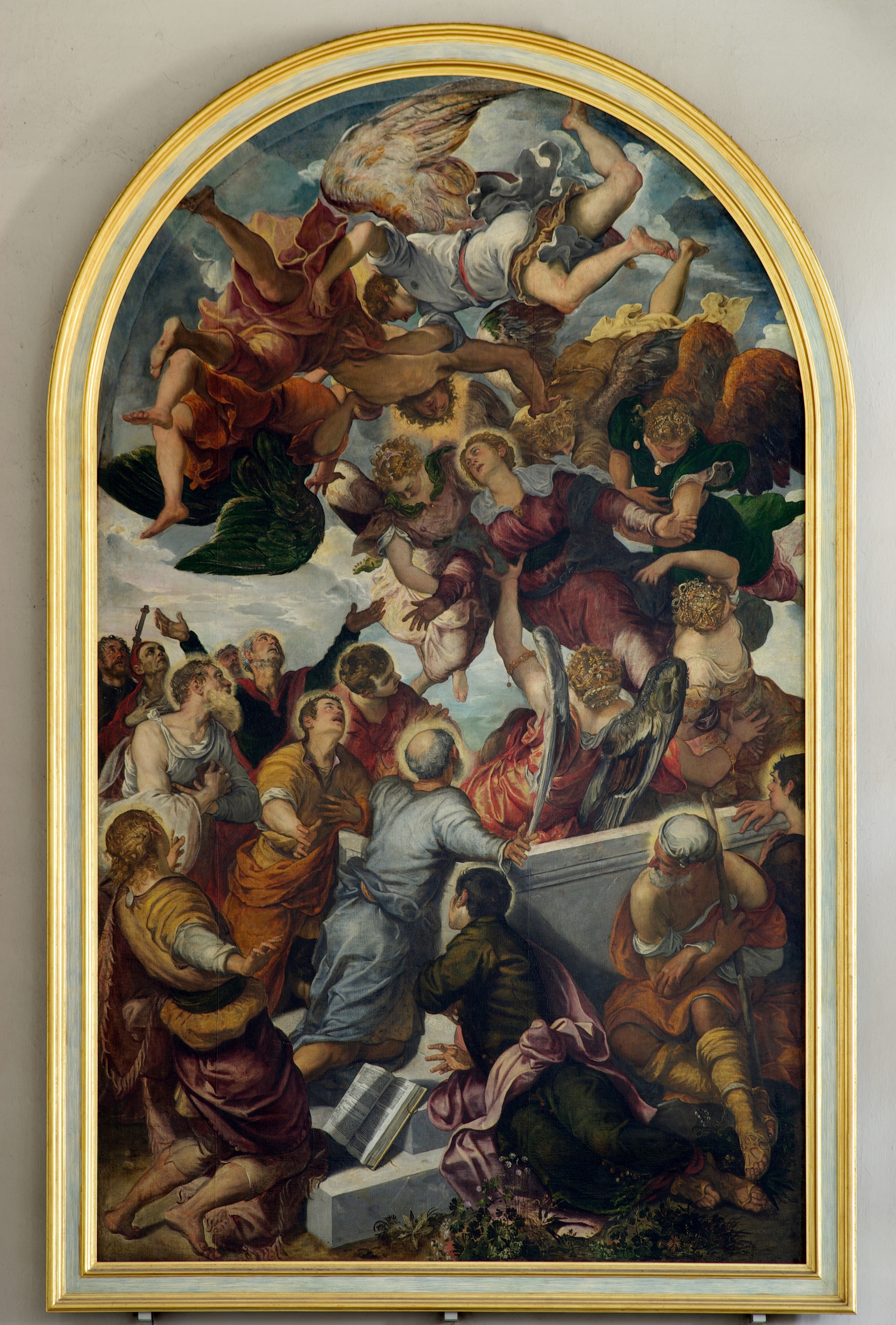
Assunzione di Maria di Jacopo Tintoretto nella Parrocchia Alta

Il secondo altare della navata sud, l’altare di Sant'Anna, è dello stesso genere dell'altare a croce posto di fronte. Questo e gli altri altari laterali sono una donazione del cappellano Johann Herding, morto nel 1696. La datazione è desunta da quella di una pala d'altare. Dopo lo scioglimento della chiesa francescana di Sant'Anna, nella nicchia dell'altare fu collocata la statua di Anna che insegna a Maria. Questa raffigurazione, datata intorno al 1700, è attribuita alla bottega di Johann Sebastian Degler (1670–1730). Le immagini di contorno sono le sante Barbara e Caterina dello stesso artista
Sul muro esterno della navata sud, sopra l'ingresso laterale, si trova il martirio di San Teodoro, che fu probabilmente portato in questa chiesa dopo lo scioglimento del monastero carmelitano. Quest'opera è datata intorno al 1700 ed è attribuita a Sebastian Reinhard.
I due rilievi lignei dell’Assunzione della Vergine Maria e dell’Incoronazione della Vergine sono riconosciuti, secondo le ultime conoscenze, in origine presenti nella parrocchia superiore e assegnati all'altare sul lato dell'epistola dell'arco del coro. Il bassorilievo dell’Assunzione di Maria è sicuramente da ascrivere allo scultore Hans Nussbaum; la data è compresa tra il 1505 e il 1510. Gli storici dell'arte lo fanno risalire al 1490 circa. Si trova vicino all'altare dell’Ultima Cena nella cappella dei chiodi della cattedrale.
L'immagine dell’Assunzione di Maria sita sul lato ovest, il lato stretto della navata sud, era la pala d'altare del grande altare mariano della Cattedrale. Nel 1937 fu prestata alla Parrocchia Superiore per l'altare Veit-Stoss che era stato dato alla cattedrale e si trovava in questo punto. Il dipinto della metà del XVI secolo venne indicato per la prima volta, nel 1638, nella Cattedrale di Bamberga come opera di Tintoretto.

### Organo

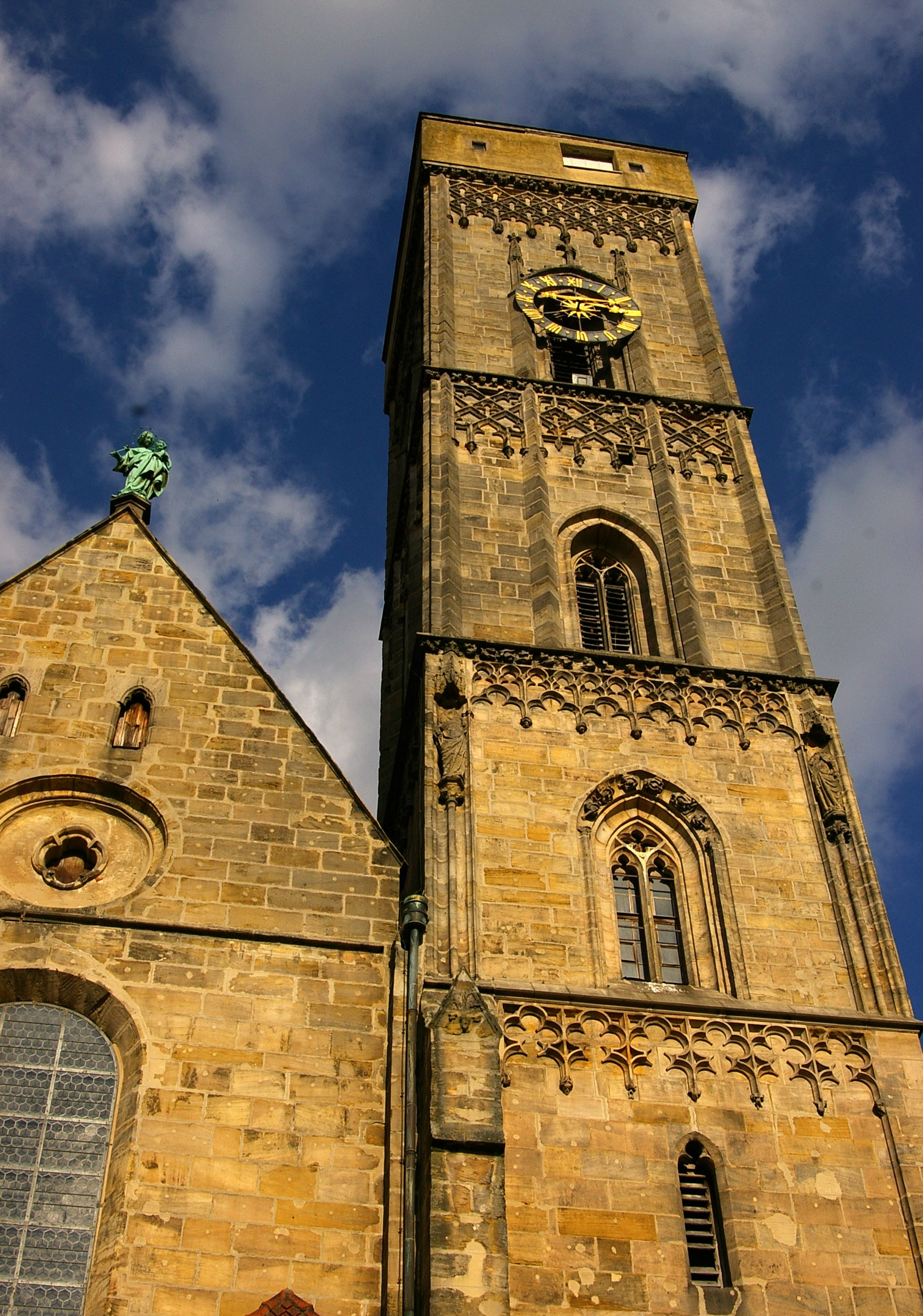
Campanile

Nel 1995 è stato costruito un nuovo organo di Orgelbau Eisenbarth dietro lo storico prospetto di Valentin Scholl (1769). I 60 registri, molti dei quali provengono dal predecessore organo di GF Steinmeyer &amp; Co., sono distribuiti su quattro manuali e pedale.